# Aïn El Hadjar (Bouira)
Aïn El Hadjar è un comune dell'Algeria, situato nella provincia di Bouira.